# NGC 7721
NGC 7721 је спирална галаксија у сазвежђу Водолија која се налази на NGC листи објеката дубоког неба.
Деклинација објекта је - 6° 31' 4" а ректасцензија 23h 38m 48,6s. Привидна величина (магнитуда) објекта NGC 7721 износи 11,6 а фотографска магнитуда 12,3. Налази се на удаљености од 23,935 милиона парсека од Сунца. NGC 7721 је још познат и под ознакама MCG -1-60-17, IRAS 23362-0647, PGC 72001.